# Phạm Thị Hòa
Phạm Thị Hòa (sinh 1959) là đại biểu Quốc hội Việt Nam khóa 12, thuộc đoàn đại biểu An Giang.